# Anete Brice
Anete Brice (ur. 13 listopada 1991) – łotewska biegaczka narciarska, która występowała w zawodach FIS Race oraz Pucharze Skandynawskim. Była uczestniczką Zimowych Igrzysk Olimpijskich w Vancouver, w 2010 r.

## Osiągnięcia

### Igrzyska olimpijskie
| Miejsce | Dzień     | Rok  | Miejscowość | Konkurencja                             | Czas biegu  | Strata      | Zwyciężczyni    | Źródło |
| ------- | --------- | ---- | ----------- | --------------------------------------- | ----------- | ----------- | --------------- | ------ |
| 69.     | 15 lutego | 2010 | Whistler    | 10 km bieg indywidualny stylem dowolnym | 30:51.8 min | +5:53.4 min | Charlotte Kalla | [ 1 ]  |

### Mistrzostwa Świata
| Miejsce | Dzień     | Rok  | Miejscowość | Konkurencja            | Czas biegu | Strata | Zwycięzca      | Źródło |
| ------- | --------- | ---- | ----------- | ---------------------- | ---------- | ------ | -------------- | ------ |
| 78.     | 24 lutego | 2009 | Liberec     | sprint stylem dowolnym | –          | –      | Arianna Follis | [ 2 ]  |